# تیخی
تیخی () (به لهستانی: Tychy) (به آلمانی: Tichau) یکی از شهرهای جنوبی لهستان است. این شهر در حدود ۲۰ کیلومتری جنوب کاتوویتس واقع شده‌است.